# Всесвітня виставка 1929
Всесвітня виставка 1929 (ісп. Exposición Internacional de Barcelona, кат. Exposició Internacional de Barcelona) пройшла з 20 травня 1929 по 15 січня 1930 в Барселоні, Каталонія, Іспанія.

## Історія
Виставковий ареал площею 118 гектарів був розділений на три частини. У нижньому розташовувалися палац транспорту, будівлі електро- та текстильної промисловості, іспанський благодійний павільйон і протипожежна станція. Трохи вище по схилу гори розташовувалися національні павільйони, включаючи побудований Л. Міс ван дер Рое павільйон Німеччини, палац сучасного мистецтва, королівський павільйон і національний палац «Palau Nacional». На вищій площині знаходився спортивний стадіон.
Поряд з побудованим ареалом до виставки ставився парк розміром 82 гектари зі спокійними стежинами, терасами, каскадами і садами.

## Галерея

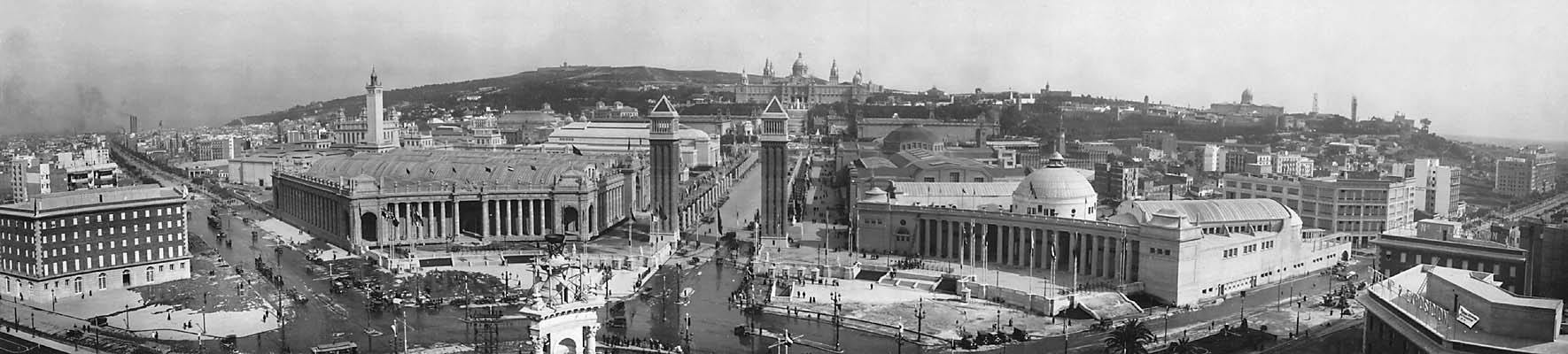

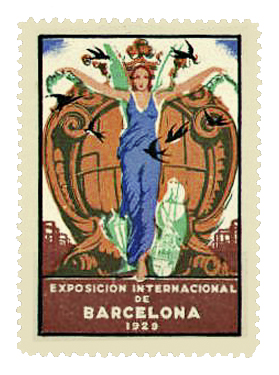
Поштова марка, 1929
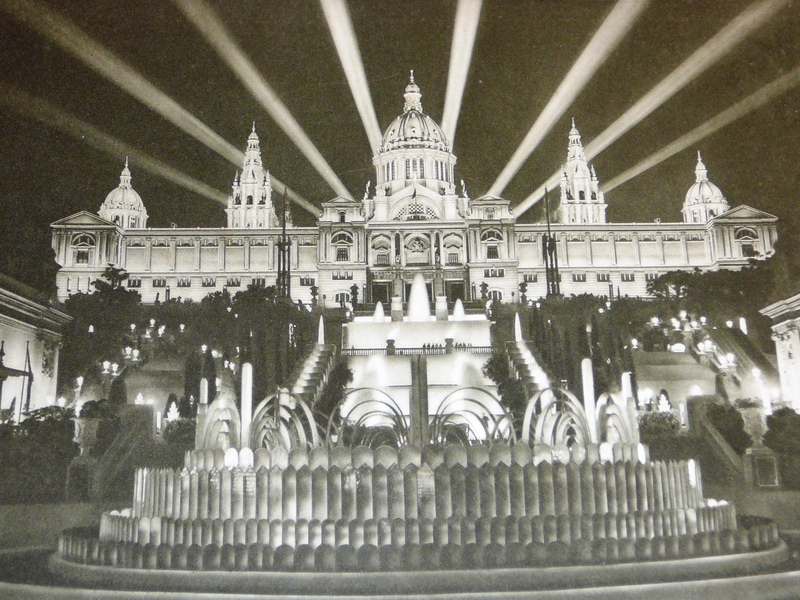
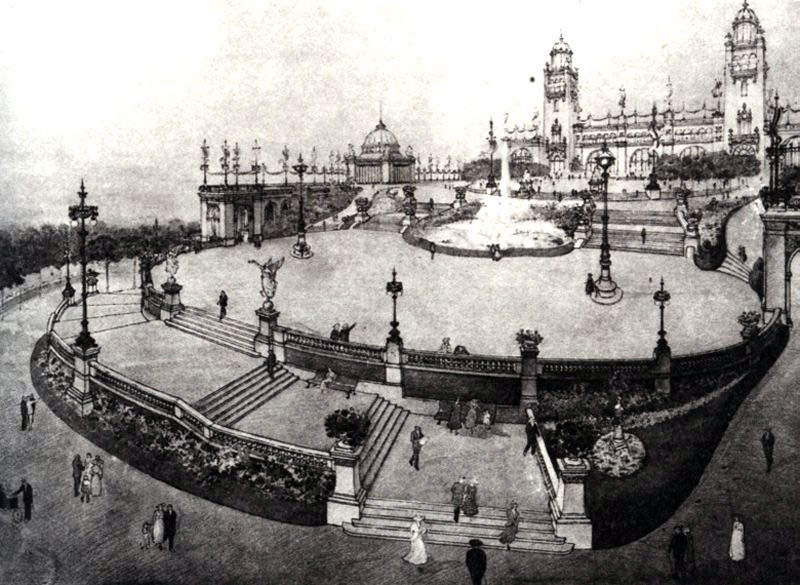
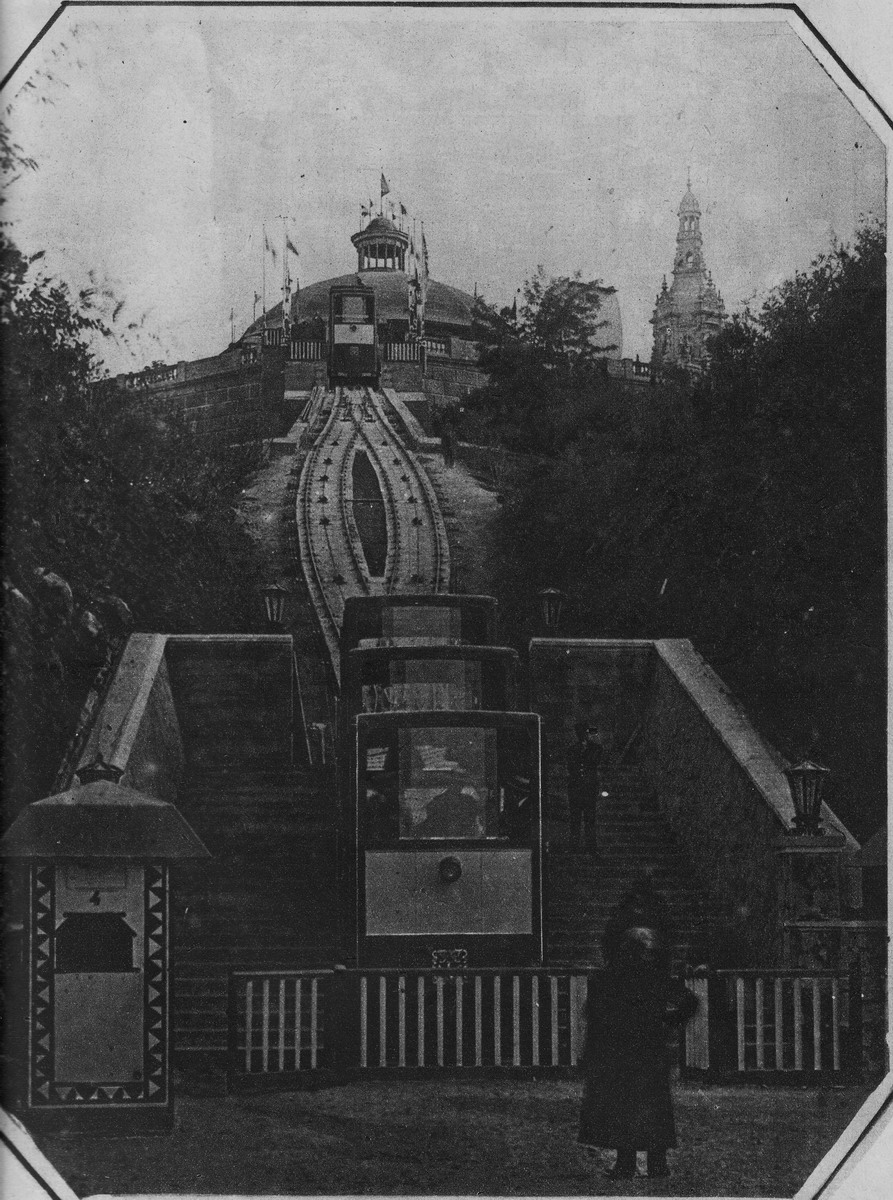
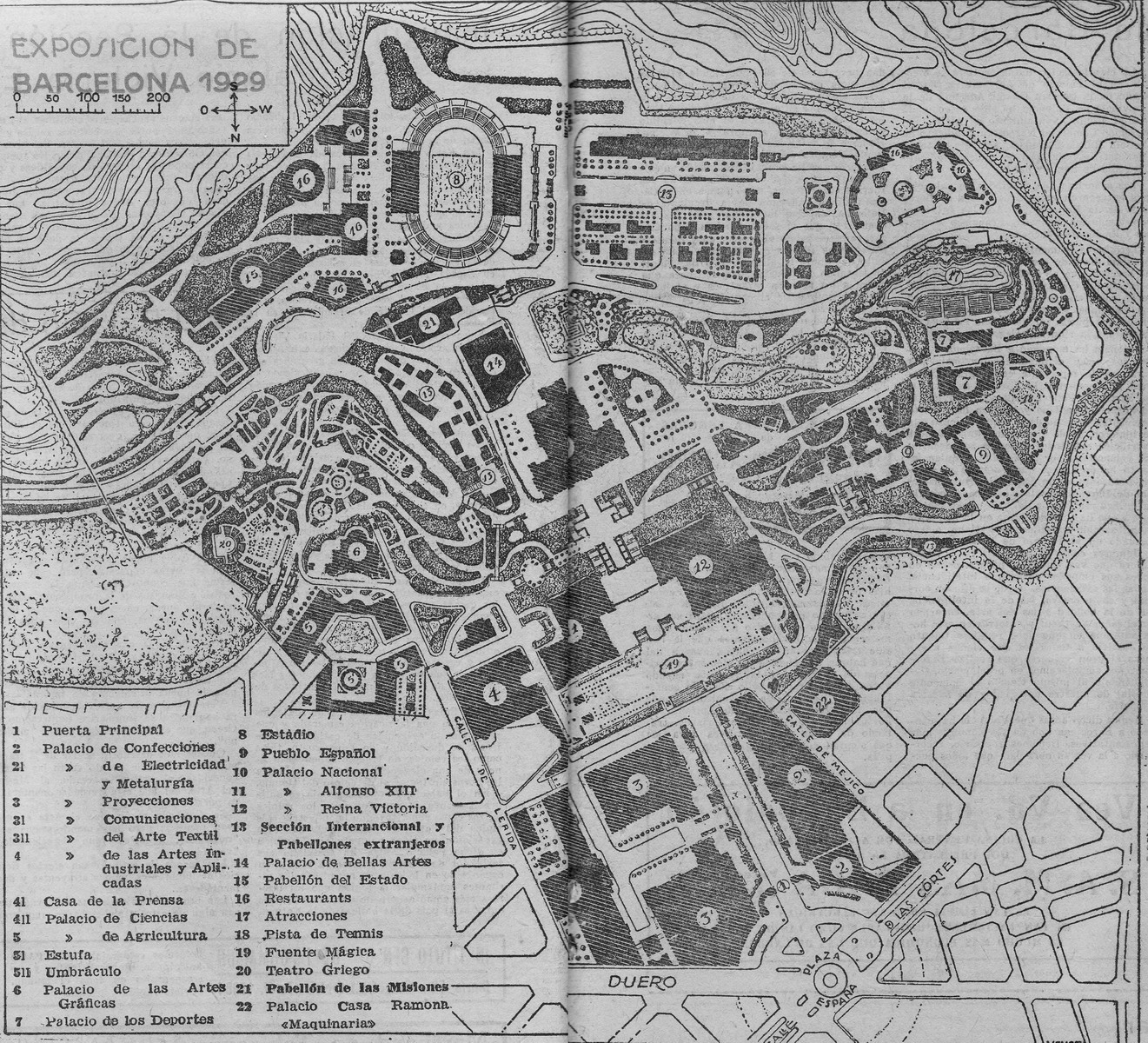